# 格林公式
在物理學與數學中，格林定理给出了沿封閉曲線 C 的線積分與以 C 為邊界的平面區域 D 上的雙重積分的联系。格林定理是斯托克斯定理的二維特例，以英國數學家喬治·格林（George Green）命名。

## 定理
设闭区域{\displaystyle D}由分段光滑的简单曲线 {\displaystyle L}围成，函数 {\displaystyle P(x,y)}及{\displaystyle Q(x,y)}在{\displaystyle D}上有一阶连续偏导数，则有
{\displaystyle \iint \limits _{D}\left({\frac {\partial Q}{\partial x}}-{\frac {\partial P}{\partial y}}\right)\mathrm {d} x\mathrm {d} y=\oint _{L^{+}}(P\mathrm {d} x+Q\mathrm {d} y)}
其中{\displaystyle L^{+}}是{\displaystyle D}的取正向的边界曲线。
此公式叫做格林公式，它给出了沿着闭曲线{\displaystyle L}的曲线积分与{\displaystyle L}所包围的区域{\displaystyle D}上的二重积分之间的关系。另见格林恆等式。格林公式还可以用来计算平面图形的面积。

## D为一个简单区域时的证明

以下是特殊情况下定理的一个证明，其中D是一种I型的区域，C2和C4是竖直的直线。对于II型的区域D，其中C1和C3是水平的直线。
如果我们可以证明
{\displaystyle \int _{C}L\,\mathrm {d} x=\iint _{D}\left(-{\frac {\partial L}{\partial y}}\right)\,\mathrm {d} A\qquad \mathrm {(1)} }
以及
{\displaystyle \int _{C}M\,\mathrm {d} y=\iint _{D}\left({\frac {\partial M}{\partial x}}\right)\,\mathrm {d} A\qquad \mathrm {(2)} }
那么就证明了格林公式是正确的。
把右图中I型的区域D定义为：
{\displaystyle D=\{(x,y)|a\leq x\leq b,g_{1}(x)\leq y\leq g_{2}(x)\}}
其中g1和g2是区间[a, b]内的连续函数。计算(1)式中的二重积分：
| {\displaystyle \iint _{D}\left({\frac {\partial L}{\partial y}}\right)\,\mathrm {d} A} | {\displaystyle =\int _{a}^{b}\!\!\int _{g_{1}(x)}^{g_{2}(x)}\left[{\frac {\partial L(x,y)}{\partial y}}\,\mathrm {d} y\,\mathrm {d} x\right]} |
|                                                                                        | {\displaystyle =\int _{a}^{b}{\Big \{}L(x,g_{2}(x))-L(x,g_{1}(x)){\Big \}}\,\mathrm {d} x\qquad \mathrm {(3)} }                               |
现在计算(1)式中的曲线积分。C可以写成四条曲线C1、C2、C3和C4的并集。
对于C1，使用参数方程：。那么：
{\displaystyle \int _{C_{1}}L(x,y)\,\mathrm {d} x=\int _{a}^{b}{\Big \{}L(x,g_{1}(x)){\Big \}}\,\mathrm {d} x}
对于C3，使用参数方程：{\displaystyle x=x,\,y=g_{1}(x),\,a\leq x\leq b}。那么：
{\displaystyle \int _{C_{3}}L(x,y)\,\mathrm {d} x=-\int _{-C_{3}}L(x,y)\,\mathrm {d} x=-\int _{a}^{b}[L(x,g_{2}(x))]\,\mathrm {d} x}
沿着C3的积分是负数，因为它是沿着反方向从b到a。在C2和C4上，x是常数，因此：
{\displaystyle \int _{C_{4}}L(x,y)\,\mathrm {d} x=\int _{C_{2}}L(x,y)\,\mathrm {d} x=0}
所以：
| {\displaystyle \int _{C}L\,\mathrm {d} x} | {\displaystyle =\int _{C_{1}}L(x,y)\,\mathrm {d} x+\int _{C_{2}}L(x,y)\,\mathrm {d} x+\int _{C_{3}}L(x,y)\,\mathrm {d} x+\int _{C_{4}}L(x,y)\,\mathrm {d} x} |
|                                           | {\displaystyle =-\int _{a}^{b}[L(x,g_{2}(x))]\,\mathrm {d} x+\int _{a}^{b}[L(x,g_{1}(x))]\,\mathrm {d} x\qquad \mathrm {(4)} }                               |
(3)和(4)相加，便得到(1)。类似地，也可以得到(2)。

## 应用

### 计算区域面积
使用格林公式，可以用线积分计算区域的面积。因为区域D的面积等于{\displaystyle A=\iint _{D}dA}，所以只要我们选取适当的L与M使得{\displaystyle {\frac {\partial M}{\partial x}}-{\frac {\partial L}{\partial y}}=1}，就可以通过{\displaystyle A=\oint _{C}(L\,\mathrm {d} x+M\,\mathrm {d} y)}来计算面积。
一种可能的取值是{\displaystyle A=\oint _{C}x\,\mathrm {d} y=-\oint _{C}y\,\mathrm {d} x={\frac {1}{2}}\oint _{C}x\mathrm {d} y-y\mathrm {d} x}。